# Copelatus gibsoni
Copelatus gibsoni es una especie de escarabajo buceador del género Copelatus, de la subfamilia Copelatinae, en la familia Dytiscidae. Fue descrito por Vazirani en 1974.